# إدسون وليامز
إدسون وليامز (بالإنجليزية: Edson Williams)‏ هو مشرف مؤثرات بصرية أمريكي، ولد في 30 أكتوبر 1966 في أنكوريج في الولايات المتحدة.

## وصلات خارجية
- إدسون وليامز على موقع IMDb (الإنجليزية)
- إدسون وليامز على موقع قاعدة بيانات الفيلم (الإنجليزية)